# エフレン・サルディヴァー
エフレン・サルディヴァー（英語: Efren Saldivar, 1969年9月30日 - ）は、アメリカ合衆国・カリフォルニア州でのヘルスケア・シリアルキラーである。彼は、呼吸療法士として働いている間に多数の患者を連続殺害したとされている。

## 前半生
テキサス州ブラウンズビルで生まれ、1988年にカリフォルニア州ノースハリウッドの医科歯科大学を卒業。グレンデールアドベンティストメディカルセンターで採用され呼吸療法士（特定の医療行為を許可されているアメリカ合衆国におけるプラクティショナーという医療資格）として勤務していた。かれは特に、ひとけの少ない夜勤の専従であった。

## 患者の殺害
彼は、患者達に弛緩薬を注射することで呼吸器麻痺や心停止を引き起こし殺害した。モルヒネと塩化サキサメトニウムが、彼の使用済みの注射器と一緒に彼のロッカーで発見されていたので、その使用が推測される。パンクロニウムは後に6人の遺体から検出され、確実に使用されていたことが確認されている。この薬は、患者が医療用人工呼吸器に装着されようとしているときに患者の呼吸を止めるために使用される。誤用すると、患者は意識のあるまま窒息して死に至る。
彼のキャリアは1998年3月13日に終了することになる。彼は50人（「50人～60人でそれ以上は数えるのを止めた」と証言）の殺人に告白した（が、後に撤回し、後日再び自白）。裁判所で有罪判決を下すのに必要な物的証拠を揃えるため、警察は、サルディヴァーの勤務期間中に死亡し土葬された（火葬されるのではなく）患者の遺体を掘り起こして調査した。
同じく麻酔薬として使用される塩化サクシニルコリンやモルヒネは比較的急速に無害な化合物に分解されるのに対し、パンクロニウムは分解に時間を要するため、発掘された20の遺体のうち、6体で異常な量のパンクロニウムが検出された。
2002年3月12日、サルディヴァーはこれら6件の殺人事件に有罪を認め、仮釈放の可能性なしに6回の終身刑を宣告された。カリフォルニア州の薬物乱用治療施設およびコルコラン州刑務所に収容されている。

## 犠牲者の数
Loma Linda大学の呼吸管理科の元責任者であるTom Malinowskiが内部調査を指揮。統計分析によると、サルディヴァーによる殺人の総数は200人に達する可能性が判明。しかし、死後に火葬された遺体などが多かった為、この可能性を確認または否定する物理的証拠を得ることは出来なかった。